# Liverpool Football Club 1922-1923
Questa voce raccoglie le informazioni riguardanti il Liverpool Football Club nelle competizioni ufficiali della stagione 1922-1923.

## Maglie e sponsor
Per le gare esterne viene introdotta una divisa caratterizzata da una maglia bianca con bordi rossi.
| Casa | Trasferta |  |

## Rosa
| N. |                        | Ruolo | Calciatore                 |
| -- | ---------------------- | ----- | -------------------------- |
|    | Irlanda (bandiera)     | P     | Elisha Scott               |
|    | Inghilterra (bandiera) | D     | Tom Bromillow              |
|    | Inghilterra (bandiera) | D     | Ephraim Longworth          |
|    | Inghilterra (bandiera) | D     | Tommy Lucas                |
|    | Scozia (bandiera)      | D     | Donald McKinlay (capitano) |
|    | Scozia (bandiera)      | D     | Jock McNab                 |
|    | Galles (bandiera)      | D     | Ted Parry                  |
|    | Inghilterra (bandiera) | D     | David Pratt                |
|    | Inghilterra (bandiera) | D     | Harold Wadsworth           |
|    | Inghilterra (bandiera) | C     | John Bamber                |

| N. |                        | Ruolo | Calciatore     |
| -- | ---------------------- | ----- | -------------- |
|    | Inghilterra (bandiera) | C     | Craig Gilhespy |
|    | Inghilterra (bandiera) | C     | Bill Lacey     |
|    | Galles (bandiera)      | A     | Harry Beadles  |
|    | Inghilterra (bandiera) | A     | Harry Chambers |
|    | Inghilterra (bandiera) | A     | Dick Forshaw   |
|    | Inghilterra (bandiera) | A     | Fred Hopkin    |
|    | Inghilterra (bandiera) | A     | Dick Johnson   |
|    | Inghilterra (bandiera) | A     | Jack Sambrook  |
|    | Inghilterra (bandiera) | A     | Danny Shone    |

## Risultati

### FA Charity Shield
| Manchester 10 maggio 1922                | Huddersfield Town | 1 – 0 referto | Liverpool | Old Trafford (20 000 spett.) |
| \| \| \| \| \| Wilson \| Marcatori \| \| |                   |               |           |                              |
|                                          |                   |               |           |                              |
| Wilson                                   | Marcatori         |               |           |                              |